# Armorial des freguesias de Mação
- il comporte peu ou pas de sources.
- il reste des blasons à dessiner dans cet armorial.

Cette page donne les armoiries (figures et blasonnements) des freguesias de Mação. 
| Image | Nom de la commune et blasonnement |
| ----- | --------------------------------- |
|       | Aboboreira                        |
|       | Amêndoa                           |
|       | Cardigos                          |
|       | Carvoeiro                         |
|       | Envendos                          |
|       | Mação                             |
|       | Ortiga                            |
|       | Penhascoso                        |